# دیلینجر مرده است
دیلینجر مرده‌است (ایتالیایی: Dillinger è morto) فیلمی درام به کارگردانی مارکو فرری محصول سال ۱۹۶۹ است. از بازیگران آن می‌توان به میشل پیکولی، آنیتا پالنبرگ، آنی ژیراردو، و کارول آندره اشاره کرد.
موضوع و خشونت جاری در فیلم در زمان اکران مناقشه‌هایی برانگیخت اما مجلهٔ کایه دو سینما آن را ستود و دیلینجر مرده‌است اکنون از شاهکارهای فرری به‌شمار می‌آید.